# Ahmed Izzet Pacha el-Abed
Pour les articles homonymes, voir Izzet Pacha et Abed.
Ahmed Izzet Pacha ben Holo Pacha el-Abed (en arabe : أحمد عزت باشا بن هولو باشا العابد / ʾAḥmad ʿIzzat Bāšā bin Hawlū Bāšā al-ʿĀbid ; en turc : Holo Paşa'nın oğlu Ahmed İzzet Paşa el-Abid ou Abidzade Ahmed Izzet Paşa), surnommé « Izzet Pacha l'Arabe » (en turc : Arap İzzet Paşa), né en 1851 à Damas et mort en 1924 au Caire, est un entrepreneur syrien qui est devenu deuxième secrétaire et confidant du sultan ottoman Abdülhamid II.

## Biographie
Abed est né à Damas. Son père, Holo Pacha el-Abed, est un influent homme d'affaires et un actionnaire de la Compagnie du Canal de Suez. Il suit ses études à Beyrouth, au Liban. Il parle l'arabe, le français et le turc.
Il part ensuite vivre à Istanbul et commence sa carrière comme fonctionnaire du ministère ottoman de la Justice. En 1879, il fonde le premier journal privé de Damas, Dimashq, fidèle au régime ottoman tout en étant favorable à une politique pro-arabe,. Il est introduit auprès du sultan, Abdülhamid II, en 1894, et devient un de ses conseillers.
Il a une influence dans l'attribution des postes dans l'appareil judiciaire, en Syrie. Il soutient le projet de chemin de fer de Damas à Médine (le fameux Chemin de fer du Hedjaz qui sera 15 ans plus tard l'objet des attaques de Lawrence d'Arabie). Il fait également installer l'électricité à Damas et fonde dans cette cité l'Hôtel Victoria, le premier et le plus grand hôtel de luxe à Damas. Il favorise aussi la mise en place de système télégraphiste. Il est nommé pacha.
Il quitte l'Empire ottoman en 1908, à la suite de la révolution des Jeunes-Turcs, pour s'installer à Londres, avant d'aller vivre en France puis en Suisse. Il repart ensuite pour l'Égypte, où il meurt en 1924, au Caire.
C'est le père du président Mohammed Ali Bey el-Abed (qu'il avait fait nommer en 1908 ambassadeur du sultan aux États-Unis).